# Roy Radner
 Roy Radner (Chicago, Illinois, 29 de junio de 1927 - Newtown, Pensilvania, 6 de octubre de 2022) fue un economista estadounidense, profesor de la Escuela Leonard N. Negocios Stern de la Universidad de Nueva York. Anteriormente fue miembro de la facultad en la Universidad de California, Berkeley, y miembro distinguido del equipo técnico de AT & T Bell Laboratories.

## Contibuciones
Entre sus diversas contribuciones está el equilibrio de Radner (1968), el cual es un modelo de los mercados financieros. Este modelo es ahora la base de lo que se convirtió en la rama de la teoría económica y las finanzas en su Derecho propio: mercados incompletos. Roy Radner construye un modelo coherente de expectativa racional donde el comercio y la incertidumbre se vuelven explícitos. Esto difiere del modelo de equilibrio general de los mercados completos tradicionales, donde sólo el valor y el valor deciden la factibilidad presupuestaria. El enfoque tradicional simplifica la teoría ya que el valor es aditivo, y todos los detalles comerciales se vuelven ocultos e implícitos.
En el enfoque tradicional, si el valor de un activo o una reclamación contingente es asequible, entonces se puede lograr. No es así con el mercado incompleto como la recompensa tiene que ser replicable por el comercio de activos disponibles que ahora forman parte de la definición de la economía. La primera consecuencia de este requisito es que los conjuntos presupuestarios no llenan el espacio disponible y son típicamente más pequeños que los hiperplanos. Debido a que la dimensión de los vectores ortogonales al conjunto presupuestario es mayor que uno, no hay razón para que los sistemas de precios que soportan un equilibrio sean únicos hasta el escalamiento, asimismo las condiciones de primer orden ya no implican que el gradiente de agentes sea colineal en equilibrio. 
Por lo anterior se llega a fallar para mantener de forma genérica: el primer teorema de la economía del bienestar es, por tanto, la primera víctima de incompletitud. Óptimo de Pareto del equilibrio general no se sostiene. En los mercados completos tradicionales cualquier política podría ser deshecho a través del comercio de agentes de expectativas racionales . Esto ya no es el caso de los mercados incompletos, ya que la negociación neutralizadora de políticas ya no es necesariamente posible. Diversas políticas (relacionadas con los impuestos, monetaria,,  etc.) tienen un efecto cuando se introduce cuando los mercados son incompletos. Además incompleto abre la puerta para una teoría de la innovación financiera con un impacto real. Esto no era posible en el modelo de equilibrio general del mercado tradicional completa como cualquier derecho contingente podría ser replicado por el comercio y la innovación financiera no tendría ningún efecto real.